# 卡尼里湖
卡尼里湖（英語：Lake Kaniere）是一座位於紐西蘭南島西岸大區的冰蝕湖，深度約為200米，其三面被山和紐西蘭陸均松森林所環繞。卡尼里湖被認為是西岸大區中最美麗的湖泊，同時也是一個熱門的旅遊景點。

## 外部連結
- 维基共享资源上的相關多媒體資源：卡尼里湖